# Gaëtan Weissbeck
Gaëtan Weissbeck (* 17. Januar 1997 in Wissembourg) ist ein französischer Fußballspieler. Der offensive Mittelfeldspieler steht beim FC Sochaux unter Vertrag und ist aktuell an Girondins Bordeaux ausgeliehen.

## Karriere
Gaëtan Weissbeck wurde im elsässischen Wissembourg an der deutschen Grenze geboren. Er stammt aus einer Fußballerfamilie, da auch seine Großväter Fußball gespielt hatten. Durch seinen Vater kam Weissbeck selber zum Fußball und trat einem Verein bei, wobei der Vater selber auch sein erster Trainer war. Von seinem Heimatverein wechselte er später zum FCSR Haguenau, wo er nun fünf Jahre gegen das runde Leder trat. In der Folge zog es Gaëtan Weissbeck in die Jugend von Racing Straßburg, einem Traditionsverein, der seit 2008 von der Ligue 1 bis in die fünfte Liga abgestiegen war, wo er sämtliche Jugendmannschaften durchlief. In dieser Zeit besuchte er die Hauptschule und absolvierte später eine kaufmännische Berufsausbildung sowie einen Bachelor-Abschluss im Marketing. Sportlich lief es für Weissbeck durchwachsen. In der Saison 2016/17 absolvierte er beim 4:2-Heimsieg im Zweiunddreißigstelfinale des französischen Pokals gegen SAS Épinal ein Spiel für die erste Mannschaft, die mittlerweile in die Ligue 2 aufgestiegen war, doch im Ligaalltag blieb er ohne Einsatz. Zum Saisonende stieg Racing Straßburg in die Ligue 1 auf und kehrte somit nach neun Jahren Abstinenz in die höchste französische Spielklasse zurück. Allerdings blieb Gaëtan Weissbeck nicht bei Racing, sondern kehrte zu seinem Jugendverein FCSR Haguenau, einem Fünftligisten, zurück. Mit dem Verein stieg er in die vierte Liga auf. 
Ein halbes Jahr nach dem Viertligaaufstieg wechselte Weissbeck als Profi zum Zweitligisten FC Sochaux. In der Rückrunde der Spielzeit blieb er ohne Einsatz, sein erstes Spiel in einer Profiliga absolvierte Weissbeck am 26. Juli 2019 beim torlosen Unentschieden gegen SM Caen. Sein erstes Tor erzielte er am 23. August 2019 beim 3:0-Sieg gegen die AS Nancy, wobei ihm auch eine Torvorlage gelang und er somit an zwei Toren beteiligt war. In der Saison 2019/20 kam Gaëtan Weissbeck bis zum Saisonabbruch, die der Corona-Krise geschuldet war, zu 24 Einsätzen und stand dabei in 17 Spielen in der Anfangself. In der Saison 2020/21 war er als offensiver Mittelfeldspieler oder als zentraler Mittelfeldspieler in jedem seiner Einsätze erste Wahl. Der FC Sochaux belegte zum Saisonende den siebten Platz. Eine Saison später qualifizierte der Verein sich als Tabellenfünfter für die Relegationsspiele, in der FC Sochaux gegen AJ Auxerre ausschied. Weissbeck trug mit sieben Toren und vier Vorlagen dazu bei.
Für die Spielzeit 2023/24 wechselte er leihweise mit Kaufoption zu Girondins Bordeaux.